# Distretto di Sanom
Il distretto di Sanom (in thailandese: สนม) è un distretto (amphoe) della Thailandia, situato nella provincia di Surin.